# Johnsonita catadupa
Johnsonita catadupa is een vlinder uit de familie van de Lycaenidae. De wetenschappelijke naam van de soort werd als Thecla catadupa in 1869 gepubliceerd door William Chapman Hewitson.